# Сонаймури
Сонаймури (бенг. সোনাইমুড়ি, англ. Sonaimuri) — город на юго-востоке Бангладеша, административный центр одноимённого подокруга. Площадь города равна 16,96 км². По данным переписи 2001 года, в городе проживало 33 959 человек. Плотность населения равнялась 2002 чел. на 1 км². Уровень грамотности населения составлял 57,00 % (при среднем по Бангладеш показателе 43,1 %). 